# The Tiny Tale
The Tiny Tale je česká počítačová hra z roku 2013. Vytvořilo ji studio Running Pillow, které ji vydalo přes portál Big Fish Games.

## Příběh
Zlý čaroděj ukradl čtyři elementy a království spolu s přírodou upadly do chaosu. Žádný z hrdinů nebyl ochotný pomoci, protože král nemohl poskytnout požadovanou odměnu. Vše se zdálo ztraceno, ale objevil se skřetí šaman, který se spolu se skřety vydal získat elementy zpět a porazit zlého čaroděje.

## Hratelnost
Jedná se o takzvanou time management hru. Hráč musí plnit dané úkoly, jako například natěžit daný počet surovin, postavit něco či osvobodit skřety. Tyto úkoly by měl plnit co nejrychleji. Celkově je ve hře 40 levelů.